# Civico-Maler

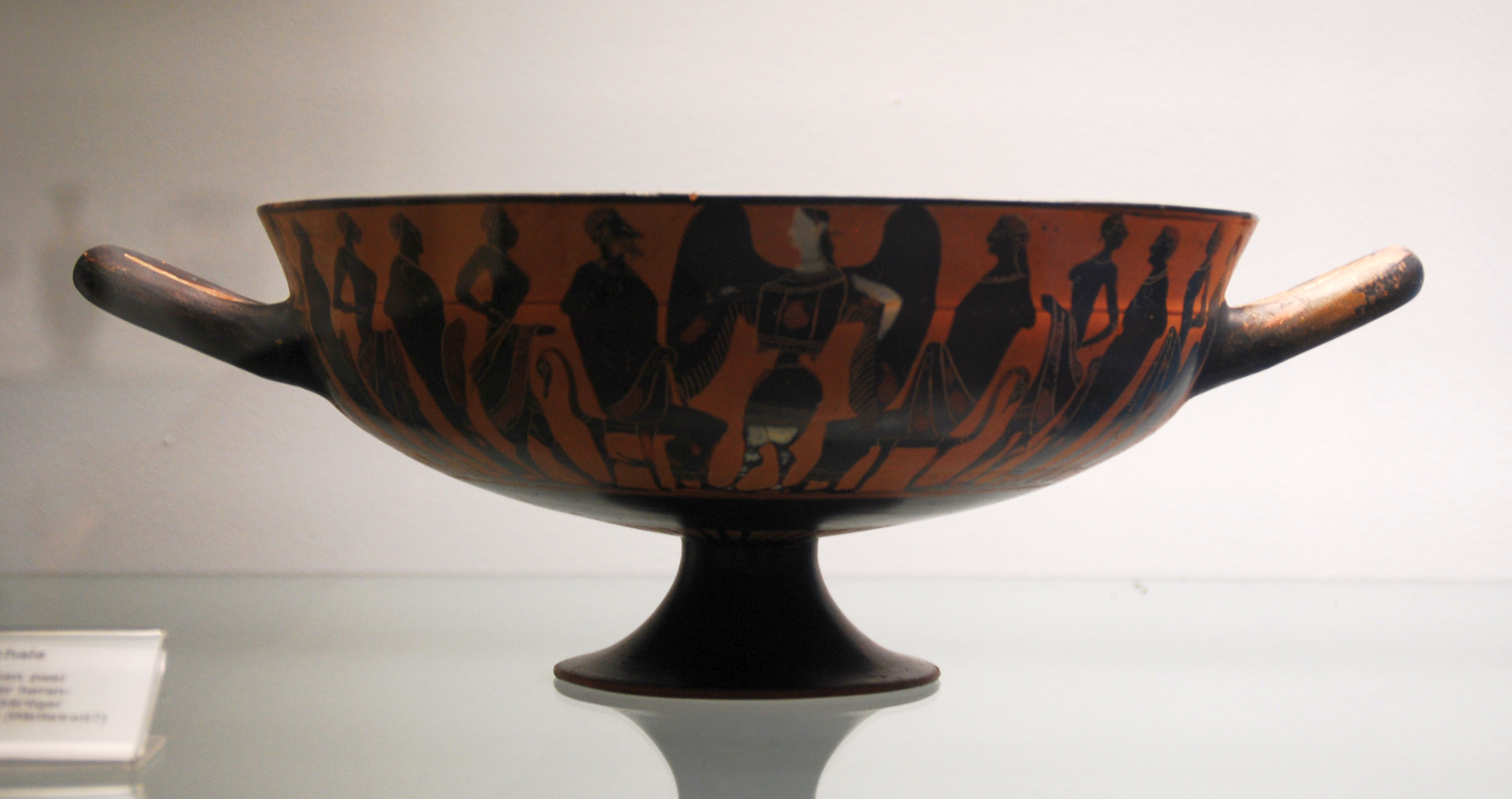
Siana-Schale des Civico-Malers im Museum August Kestner in Hannover.

Der Civico-Maler war ein attisch-schwarzfiguriger Vasenmaler, dessen wirklicher Name nicht überliefert ist. Seine Werke werden etwa in den Zeitraum zwischen 575 und 555 v. Chr. datiert. Seinen Namen erhielt er nach dem Museo Civico in Orvieto, in dem eines seiner Werke aufbewahrt wird.
Der Civico-Maler gilt als ein qualitativ eher gering einzuschätzender Künstler, der sich auf die Verzierung von Siana-Schalen spezialisiert hatte. Er konnte dabei jedoch nicht die künstlerischen Qualitäten etwa des C-Malers, des Heidelberg-Malers oder des Malers von Boston CA erreichen. Seine flüchtig gearbeiteten Figuren haben kleine Augen und Köpfe.